# Chris Cleave
Chris Cleave (Londra, 14 maggio 1973) è uno scrittore e giornalista britannico.

## Biografia
Nato a Londra nel 1973, ha vissuto in Camerun fino all'età di 8 anni.
Laureato in psicologia sperimentale al Balliol College ad Oxford, vive e lavora a Londra con la moglie e i 3 figli.
Dopo aver lavorato come barista, marinaio e insegnante di navigazione marittima, ha esordito nella narrativa nel 2005 con il romanzo Incendiary vincendo il Somerset Maugham Award l'anno successivo e fornendo il soggetto per una pellicola nel 2008.
Colonnista per il quotidiano The Guardian, ha in seguito pubblicato altri 3 romanzi.

## Opere

### Romanzi
- Incendiary, Milano, Frassinelli, 2005 traduzione di Maurizio Bartocci ISBN 88-7684-882-7.
- Piccola ape (The Other Hand, 2008), Milano, Bompiani, 2011 traduzione di Alberto Cristofori ISBN 978-88-452-6779-6.
- Gold (2012)
- I coraggiosi saranno perdonati (Everyone Brave Is Forgiven, 2016), Vicenza, Neri Pozza, 2017 traduzione di Laura Prandino ISBN 978-88-545-1436-2.

## Filmografia
- Senza apparente motivo (Incendiary), regia di Sharon Maguire (2008) (soggetto)

## Premi e riconoscimenti
- Somerset Maugham Award: 2006 vincitore con Incendiary